# Kherla
Kherla fou un antic regne gond que portava el nom de la fortalesa del mateix nom. Estàva situat al sud de Malwa i a l'est de Khandesh, just al sud del naixement del riu Tapti (a 80 km a l'oest de Deogarh) dins del modern estat de Madhya Pradesh.
El bahmànida Tadj al-Din Firuz Shah el 1400 va enviar els seus generals en una victoriosa expedició contra el regne gond de Kherla. El 1421 Hushang Shah ibn Dilawar de Malwa quan tornava d'atacar al raja de Jajnagar a Orissa en direcció a la seva capital Dhar, va atacar de camí al raja gond de Kherla i li va imposar tribut. El 1428 el sultà bahmànida Shihab al-Din Ahmad I (1422-1436) va atacar al raja gond de Kherla que va demanar ajut a Hushang (del que era tributari) que hi va anar a marxes forçades i va forçar la retirada dels bahmànides que foren perseguits durant tres dies i finalment obligats a lliurar batalla; encara que Hushang va portar la millor part, al final una emboscada va suposar la derrota de l'exèrcit de Malwa, podent retirar-se els bahmànides. Ferishta esmenta als reis gonds de Kherla, molt rics i que van oferir esplèndids regals a Shihab al-Din Ahmad I, el sultà bahmànida (1422-1436). A finals del 1440 Mahmud Shah I Khalji de Malwa es va dirigir contra els caps de les regions frontereres, primer sobre Khandwa (entre Malwa i Khandesh) on governava Ray Nahgar Das, que sense forces suficients per resistir, va fugir i el territori fou annexionat a Malwa junt amb Khora i Khirki, i va aconseguir també la submissió del cap de Kherla, Narsing Deva. El 1467 Malwa i els bahmànides sota Shams al-Din Muhammad III encara combatien per la influència sobre Kherla amb Mahmud Shah I Khalji, que va poder conservar la seva sobirania i segurament el nord de Berar fins Ellichpur. Malwa va passar als mogols el 1562.
El 1586 el governador mogol de Malwa Azam Khan va intentar ocupar el Berar però va fracassar davant Kherla, si bé va poder saquejar la capital regional Ellichpur. Finalment Kherla fou sotmesa i va formar un sarkar de la suba de Berar.